# Стевица Ристић
Стевица Ристић (23. мај 1982) македонски је фудбалер српског порекла.

## Репрезентација
За репрезентацију Македоније дебитовао је 2007. године. За тај тим је одиграо 17 утакмица и постигао 1 гол.

## Статистика
| Македонија | Македонија | Македонија |
| Година     | Наступи    | Голови     |
| ---------- | ---------- | ---------- |
| 2007.      | 4          | 1          |
| 2008.      | 3          | 0          |
| 2009.      | 1          | 0          |
| 2010.      | 5          | 0          |
| 2011.      | 2          | 0          |
| 2012.      | 2          | 0          |
| Укупно     | 17         | 1          |